# Fujiwara no Tameie
Fujiwara no Tameie (藤原為家; 1198 – 27 maggio 1275) è stato un poeta giapponese waka del primo periodo Kamakura.
È designato come membro dei Trentasei nuovi immortali della poesia (新三十六歌仙 Shin Sanjūrokkasen).
Figlio del famoso Fujiwara no Teika, era una figura centrale in un circolo poetico giapponese dopo la guerra Jōkyū.

## Biografia
Il poeta Fujiwara no Tameie nacque nel 1198. Era un membro del lignaggio Nagaie del ramo settentrionale del clan Fujiwara, il secondo figlio del consigliere intermedio ad interim Fujiwara no Teika. Sua madre era una figlia del Gran Ministro del Centro Fujiwara no Sanemune.
Il titolo nobiliare fu conferito al giovane Tameie all'età di cinque anni, secondo i calcoli giapponesi (kazoedoshi, 数え年, let. "Conto degli anni"), in Kennin 2 (1202). Lo stesso anno accompagnò suo padre in visita all'imperatore Go-Toba e al principe ereditario (il futuro imperatore Juntoku).
Nel 1205 ebbe il genpuku (una cerimonia per il raggiungimento della maggiore età), fu adottato da suo zio Saionji Kintsune. In gioventù era entusiasta del kemari (un gioco con il pallone, molto popolare in Giappone durante il periodo Heian) e si guadagnò il favore dell'imperatore Juntoku che condivideva lo stesso interesse. Tuttavia quando l'imperatore Juntoku fu esiliato a Sado durante la guerra Jōkyū nel 1221, la famiglia chiese di accompagnarlo come uno dei suoi servitori ma si dice che non obbedì.
Dopo la guerra Jōkyū, Tameie fu promosso senza problemi in quanto suo padre adottivo, Saionji Kintsune, che era vicino al Kamakura bakufu (governo feudale giapponese guidato da uno shōgun), prese il controllo della corte imperiale. Nel 1226 fu promosso come Sangi (consigliere). Poi fu promosso a Chunagon (Consigliere Medio) nel 1236 e nel 1241 fu promosso a Dainagon (consigliere capo), grado superiore a quello di suo padre Teika.
Nei suoi ultimi anni visse con la sua amante Abutsu-ni da cui ebbe un figlio, Reizei Tamesuke, e una figlia Reizei Tamemori.
A partire dal 1250, Tameie fu tra coloro che ricoprirono la carica di ritsuryō al Ministero delle Tasse (民部卿, Minbu-kyō). Nel 1256 abbandonò la vita pubblica per diventare monaco buddista, prendendo il nome di Minbukyō-nyūdō.
In seguito sorse una discussione tra i suoi figli del primo matrimonio, Nijō Tameuji, (Fujiwara no Tameuji) e Kyōgoku Tamenori da un lato e il primo figlio dal suo secondo matrimonio, Reizei Tamesuke, dall'altro, sull'eredità del padre. Ciò ha portato alla creazione di tre scuole di poeti rivali: il Nijō (scuola poetica Nijō-ha, estranea al clan della famiglia Nijō), il Kyōgoku (scuola poetica Kyōgoku-ha, non imparentata con il clan Kyōgoku) e il Reizei.
Morì il primo giorno del quinto mese di Kenji 1, o il 27 maggio 1275 nel calendario giuliano. Aveva 78 anni secondo il calcolo giapponese.

## Nomi
Il nome d'infanzia di Tameie era Mimyō (三名). Il suo nome d'arte era Naka-no-in (中院), e entrando negli ordini religiosi prese il nome dharma Yūgaku (融覚).

## Opera poetica
Tameie era un poeta importante nel circolo poetico dell'imperatore in pensione Go-Saga. Selezionò poesie per lo Shokugosen Wakashū. Nel 1265 selezionò con altre tre persone tra cui Kujō Motoie poesie per lo Shokukokin Wakashū.
Fu selezionato in diverse antologie imperiali ad esempio nello Shinchokusen Wakashū. Ha lasciato raccolte personali di poesie, tra cui Tameie-shū, Chuin Eishū e Tameie Kyo Senshū e un trattato sulla poesia waka Eiga Ittei.